# 懷特布蘭奇 (密蘇里州)
懷特布蘭奇（英語：White Branch）是位於美國密蘇里州本頓縣的普查規定居民點。

## 人口
根據2020年美國人口普查的數據，懷特布蘭奇的面積為1.40平方千米，當中陸地面積為1.29平方千米，而水域面積為0.11平方千米。當地共有人口301人，而人口密度為每平方千米215人。